# Kirchgemeindezentrum Pirna-Sonnenstein

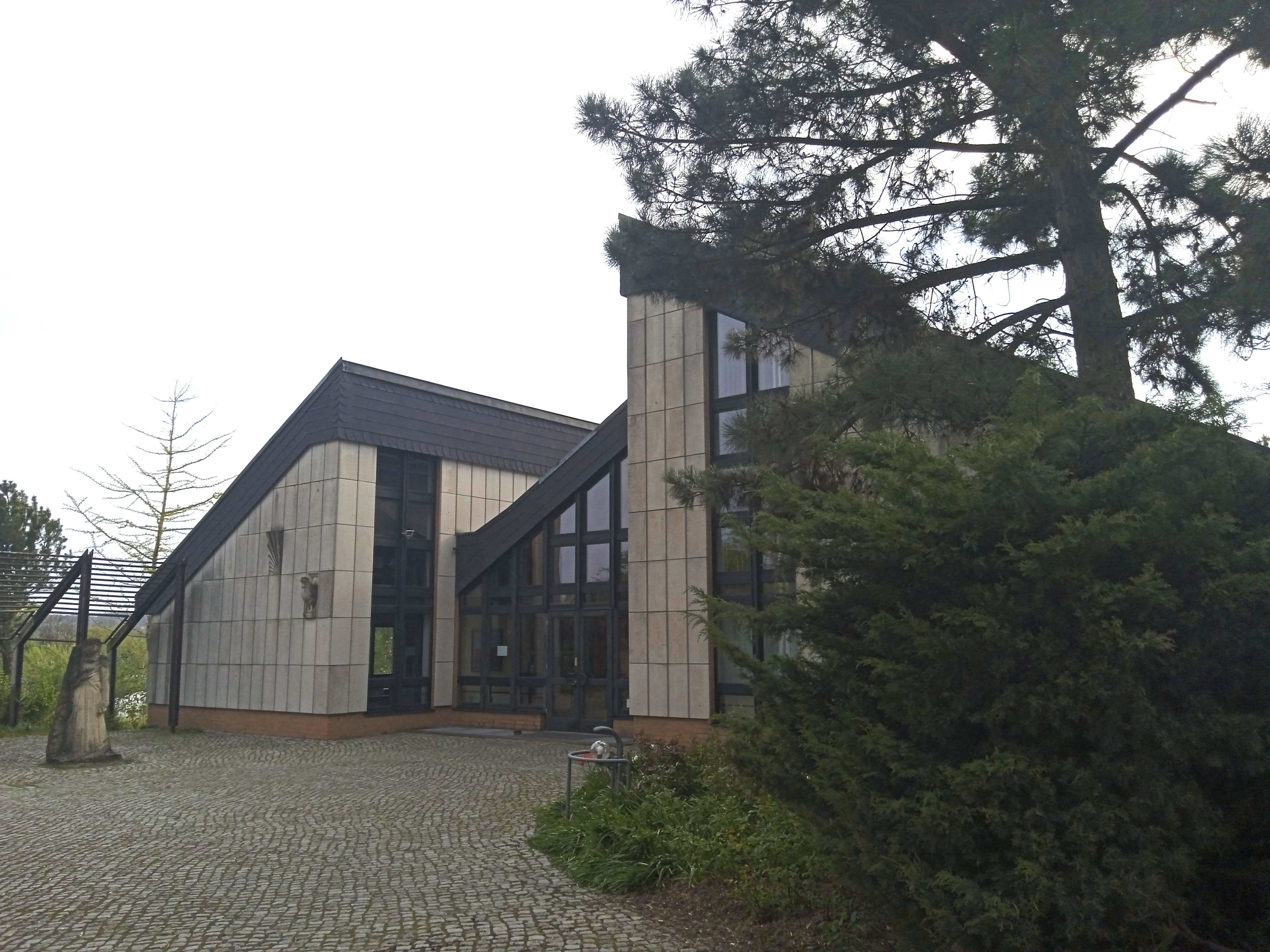
Kirchgemeindezentrum Pirna-Sonnenstein

Das Kirchgemeindezentrum Pirna-Sonnenstein ist ein evangelischer Kirchenzweckbau im Stadtteil Sonnenstein in Pirna. Das Bauwerk beherbergt neben dem Gottesdienstraum Gemeinderäume und wurde 1988 eingeweiht. Es gehört zur Evangelisch-Lutherischen Landeskirche Sachsens.

## Geschichte
Das Gemeindezentrum wurde als Bauwerk des Bauprogramms „Kirchen für neue Städte“ aufgrund einer Vereinbarung zwischen der DDR-Regierung und der Evangelischen Kirche in Deutschland errichtet. Es zählt wegen des Endes der DDR zu den letzten darin verwirklichten Bauwerken. Grundsteinlegung war am 30. September 1985, Richtfest am 12. September 1986 und Einweihung am 30. Oktober 1988.
Das Bauvorhaben wurde 1978 aufgrund des Beschlusses der Sächsischen Landeskirche in das Neubauprogramm des Bundes der Evangelischen Kirchen Deutschlands aufgenommen. Die Bauunterlagen wurden in einer ersten Baustudie 1983 erstellt. Im Jahr 1984 konnte für das Projekt ein Grundstück von 6.000 Quadratmetern gekauft werden, und die Baugenehmigung wurde erteilt.
Das Gotteshaus wurde in den folgenden Jahren weiter ergänzt, so 1989 mit Petrus mit Sonne und Hahn von Bildhauer Peter Makolies. Die Weihe der Eule-Orgel erfolgte am 2. Advent 1991. 
Im Herbst 2000 begann der Bau des Glockenturmes. Die drei Kirchenglocken wurden am 6. Juli 2001 in der Glockengießerei Bachert (Baden-Württemberg) gegossen, sie tragen die Inschriften „Lasset die Kinder zu mir kommen“, „Siehe, ich habe dir geboten, dass du getrost und unverzagt bist“ sowie „Vom Aufgang der Sonne bis zu ihrem Untergang sei gelobt der Name des Herrn“. Glockenweihe war am 15. September 2001.